# 1994 en Finlande
Chronologie de la Finlande
- 1990
- 1991
- 1992
- 1993
- 1994
- 1995
- 1996
- 1997
- 1998

Cette page concerne les évènements survenus en 1994 en Finlande ou qui concernent ce pays :

## Événements

### Janvier
- 1er janvier : 
  - l'Autorité des postes et télécommunications est scindée en trois sociétés à responsabilité limitée. Suomen PT Oy est créée comme maison mère, avec Suomen Posti Oy, qui gère les opérations postales, et Telecom Finland Oy, qui est responsable des opérations de télécommunications, comme filiales. Pekka Vennamo devient PDG du groupe.
  - le blanchiment d’argent devient une infraction punissable par le Code pénal finlandais.
- 15 janvier : la Russie a soumis une note au ministère finlandais des Affaires étrangères concernant deux associations finlandaises. Cette note affirmait que l'existence de la Ligue nationale patriotique en Ostrobotnie et de l'Association de la Grande Finlande à Tampere était contraire aux dispositions du traité de paix de Paris de 1947, qui obligeait la Finlande à ne pas autoriser les organisations à caractère fasciste.
- 16 janvier : élection présidentielle finlandaise de 1994. Le premier tour des premières élections présidentielles directes a eu lieu en Finlande. Aucun des onze candidats n'a obtenu la majorité absolue des voix. Le candidat du SDP, le secrétaire d'État Martti Ahtisaari, et la candidate du RKP, la ministre de la Défense Elisabeth Rehn, se sont qualifiés pour le second tour.
- 19 janvier : le gouvernement a annoncé que la Finlande avait une attitude positive de principe à l'égard de l'initiative de Partenariat pour la paix de l'OTAN, mais qu'elle ne recherchait pas activement de nouvelles solutions de défense. La Commission de la politique étrangère et de sécurité (UtVa) du gouvernement a déclaré que la Finlande était prête à offrir son expertise en matière de maintien de la paix à d'autres pays.

### Février
- 4 février : le barreau finlandais a expulsé Kauko Juhantalo en raison de sa condamnation par la Cour suprême.
- 6 février : élection présidentielle finlandaise de 1994. Martti Ahtisaari est élu président de la République de Finlande. Il obtient 53,9 % des voix, battant Elisabeth Rehn au second tour de l'élection présidentielle.

- 7 février : 

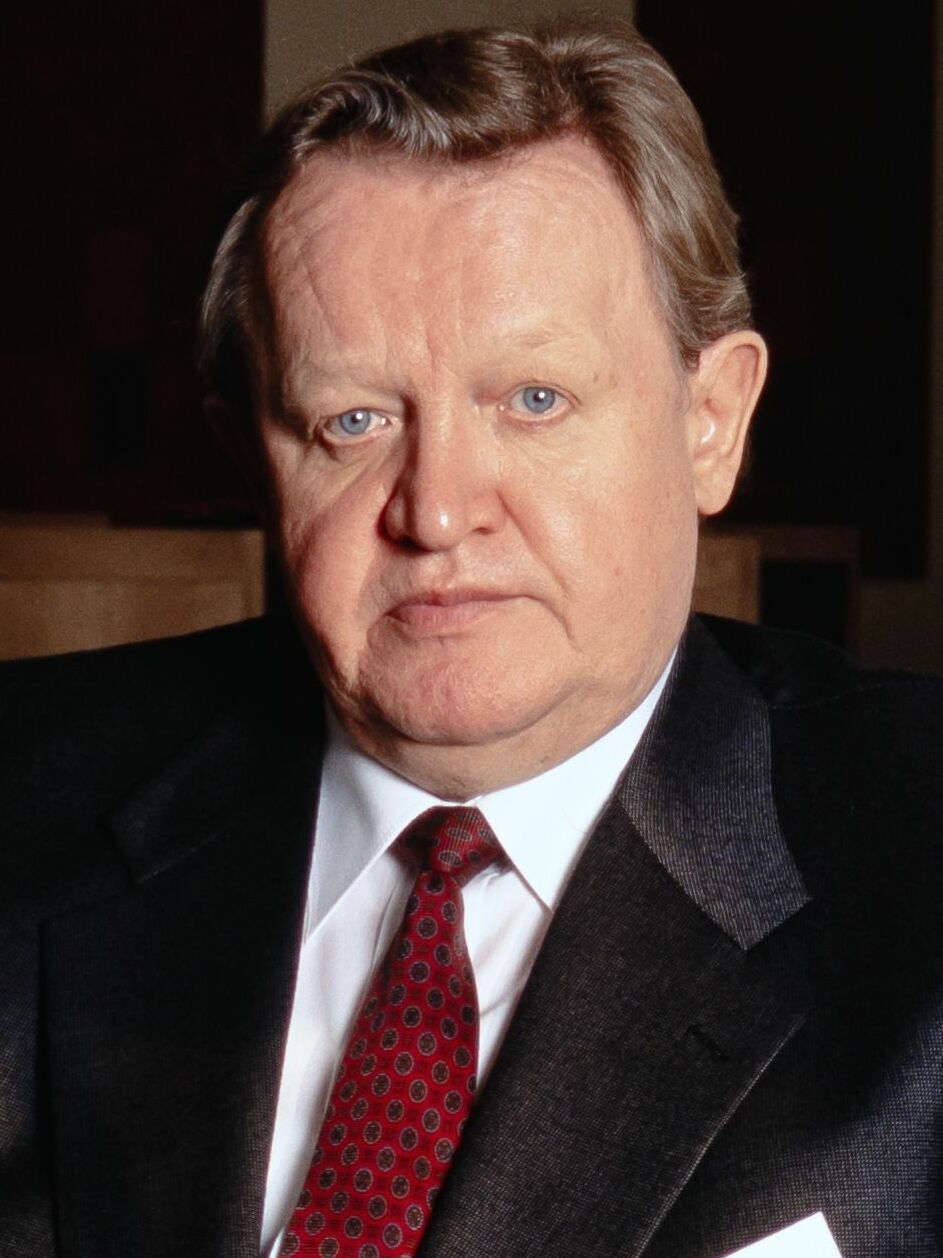
Martti Ahtisaari.

  - la ministre de l'Éducation, Riitta Uosukainen, devient la première femme présidente du Parlement finlandais. Olli-Pekka Heinonen, ancien assistant d'Uosukainen, devient ministre de l'Éducation.
  - le premier monastère évangélique luthérien de Finlande ouvre ses portes à Enonkoski, en Savonie du Sud.
- 11 février : la Finlande désigne la ministre de la Défense, Elisabeth Rehn, comme candidate à l'élection du secrétaire général de l'UNICEF.
- 21 février : des agriculteurs du sud de la Finlande organisent une manifestation contre l'adhésion de la Finlande à l'UE devant l'ambassade de la Communauté Européenne, dans le parc Esplanadi à Helsinki. Les manifestants ont brûlé le drapeau de l'ambassade et accumulé de la neige devant l'entrée principale.
- 24 février : le Fonds de garantie de l'État a annoncé qu'une part importante des collections d'art de l'ancienne Caisse d'épargne centrale par actions (SKOP) serait transférée à la Galerie nationale finlandaise. La galerie recevra environ 1 500 œuvres, d'une valeur totale d'environ 30 millions de FIM. Parmi elles figurent plusieurs œuvres emblématiques de l'art finlandais.

### Mars
- 4 mars : l’Autriche, la Suède et la Finlande concluent un traité d’adhésion à l’Union européenne.
- 23 mars : le gouvernement prend la décision de principe d'étendre les eaux territoriales finlandaises de 4 à 12 milles nautiques, suivant l'exemple de la Suède, de l'Estonie et de la Russie. Un projet de loi à ce sujet est soumis au Parlement en juin.
- 24 mars : la députée Sulo Aittoniemi a démissionné du groupe parlementaire SMP et a rejoint le groupe parlementaire du Parti du centre finlandais en tant que députée indépendante. Lea Mäkipää a été élue pour remplacer Aittoniemi, qui était présidente du groupe parlementaire SMP.

### Mai
- 1er mai : deux nouveaux députés ont été élus au Parlement. Kirsi Piha a remplacé Ilkka Suominen, devenu PDG d'Alko, et Ossi Korteniemi a remplacé Hannele Pokka, devenue gouverneure de la province de Laponie.

### Juin
- 1er juin : 
  - la loi sur la taxe sur la valeur ajoutée entre en vigueur en Finlande. Parallèlement, la loi sur la taxe sur les ventes est abrogée.
  - une nouvelle taxe sur les véhicules entre en vigueur en Finlande. La « taxe d'utilisation » s'élève à 500 FIM pour les voitures neuves et à 300 FIM pour les voitures plus anciennes. Cette taxe est valable jusqu'à la fin de l'année et un autocollant attestant de son paiement doit être apposé dans le coin inférieur du pare-brise de la voiture.
- 14 juin : le dessinateur américain Carl Barks arrive en Finlande pour célébrer le 60e anniversaire de Donald Duck. Il visite également plusieurs autres pays européens.
- 16 juin : Riitta Kauppinen, députée du Parti du centre finlandais, rejoint le Parti de la coalition.
- 20 juin : le ministre de la Coopération au développement Toimi Kankaanniemi a démissionné du gouvernement d'Esko Aho. Aucun successeur n'a été nommé. Kankaanniemi s'était opposé à l'adhésion de la Finlande à l'UE.
- 24 juin : La Finlande, la Suède, la Norvège et l'Autriche ont signé un accord sur les conditions d'adhésion à l'Union européenne lors d'un sommet européen sur l'île de Corfou, en Grèce. Parallèlement, la Russie a signé un accord de partenariat et de coopération avec l'UE.
- 27 juin : le Centre finlandais de recherche et de développement dans les affaires sociales et la santé (Stakes) a publié une étude menée en mars et avril, selon laquelle 3,2 pour cent des Finlandais, soit environ 100 000 personnes, souffraient de la faim.

### Juillet
- 1er juillet : le Comité des droits de l'homme des Nations Unies a condamné la Finlande pour avoir empêché les autorités d'organiser une manifestation contre le président kenyan Daniel arap Moi lors de la visite de ce dernier en Finlande en septembre 1987.
- 15 juillet : le Dr Keijo Korhonen a annoncé qu'il quittait son poste de rédacteur en chef de Kainuun Sanomat pour rejoindre l'Université de Tucson, en Arizona, aux États-Unis, en tant que professeur invité. Korhonen avait été le candidat du Front populaire pour l'indépendance finlandaise à l'élection présidentielle de février et l'un des plus fervents opposants à l'adhésion de la Finlande à l'UE.

### Août
- 2 août : l'espion suédois Stig Bergling et son épouse rentrent volontairement dans leur pays après près de sept ans passés à l'étranger. Bergling avait été condamné à la prison à vie en 1979 pour espionnage au profit de l'Union soviétique. Sa défection vers l'Union soviétique via la Finlande en octobre 1987 avait fait grand bruit.
- 24 août : le gouvernement a adopté une loi mettant fin au droit exclusif de l'Université d'Helsinki de publier des almanachs finlandais au début de 1996.
- 25 août : le gouvernement soumet au Parlement un projet de loi sur l'adhésion de la Finlande à l'Union européenne.
- 27 août : Pertti Salolainen démissionne de son poste de président du Parti de la coalition. Le député Sauli Niinistö est élu à sa tête.

### Septembre
- 3 septembre : l'Organisation centrale des producteurs agricoles et forestiers (MTK) s'est opposée à l'adhésion de la Finlande à l'UE dans une déclaration publiée lors de sa réunion syndicale.
- 6 septembre : le député Hannu Suhonen démissionne du Parti rural finlandais et continue à être indépendant.

### Octobre
- 11 octobre : Rautakirja Oy a acquis une participation majoritaire dans Finnkino, la plus grande société cinématographique finlandaise, pour 70 millions de FIM.
- 16 octobre : référendum finlandais de 1994. C'est un référendum organisé en Finlande et qui porte sur l'adhésion de la Finlande à l'Union européenne. Le camp du « oui » a obtenu 56,9 % des voix. Le taux de participation a été de 74 %.
- 25 octobre : le président Martti Ahtisaari a nommé Erkki Liikanen, ambassadeur de Finlande auprès de l'UE depuis 1990, au poste de premier commissaire européen de Finlande.

### Novembre
- 1er novembre : 
  - Tina Mäkelä, députée du Parti rural finlandais, démissionne du SMP et fonde son propre groupe parlementaire, les Députés non affiliés (SitK). Mme Mäkelä avait été secrétaire du SMP de 1989 à 1991 et présidente de 1991 à 1992. Le groupe parlementaire du SMP est réduit à trois députés.
  - le chef d'état-major, le lieutenant-général Gustav Hägglund, devient le nouveau commandant des forces de défense. Le précédent commandant, l'amiral Jan Klenberg, prend sa retraite.
- 6 novembre : le président Martti Ahtisaari effectue une visite officielle aux États-Unis.
- 18 novembre : le Parlement approuve l'adhésion de la Finlande à l'UE. Le vote est positif (152 voix pour, 45 contre, une abstention et un électeur absent).
- 20 novembre : référendum ålandais de 1994. C'est un référendum organisé à Åland, province autonome de la Finlande, et qui porte sur l'adhésion d'Åland à l'Union européenne (juridiquement indépendant de la Finlande). 73 % des électeurs ont soutenu l’adhésion.
- 25 novembre : le Conseil des présidents du Parlement a élu les premiers députés européens finlandais parmi les candidats proposés par les groupes parlementaires. Les 16 sièges obtenus par la Finlande au Parlement européen ont été répartis selon l'équilibre des pouvoirs au Parlement : le Parti du centre en a reçu cinq, le Parti social-démocrate et le Parti de la coalition quatre chacun, et l'Alliance de gauche, les Verts et le RKP un chacun.
- 29 novembre : le Parlement rejette la démission du député Vesa Laukkanen. Ce dernier, ancien membre de l'Union chrétienne de Finlande mais ayant quitté le parti, avait justifié sa démission par des raisons de conscience, l'empêchant de siéger au Parlement.
- 30 novembre : Marjatta Väänänen, ancienne députée et ministre de longue date, devient la première femme à être nommée ministre. Väänänen avait quitté le Parlement lors des élections de 1991.

### Décembre
- 8 décembre :
  - Le président Martti Ahtisaari a nommé Antti Satuli, sous-secrétaire d'État au ministère des Affaires étrangères, nouvel ambassadeur de Finlande auprès de l'UE.
  - L'écrivaine Eeva Joenpelto a reçu le prix Finlandia pour son roman Le juge Müller, un homme de bien. Le lauréat a été choisi par Mme Tellervo Koivisto.
- 11 décembre : 90 héros non identifiés, retrouvés lors de recherches volontaires en Carélie, région cédée à l'Union soviétique par la Finlande, ont été enterrés à Lappeenranta.
- 13 décembre : la Finlande annonce son retrait de l'Association européenne de libre-échange (AELE) début 1995.
- 16 décembre : le président Martti Ahtisaari nomme Leif Sevón, conseiller juridique et licencié en droit, représentant de la Finlande à la Cour de justice de l'Union européenne.
- 20 décembre : le Parlement approuve l'accord du GATT, qui prévoit notamment la création de l'Organisation mondiale du commerce (OMC).
- 29 décembre : le président Martti Ahtisaari nomme le député Jan-Erik Enestam ministre de la Défense et la députée Anneli Taina ministre du Logement. Leurs prédécesseurs, Elisabeth Rehn et Pirjo Rusanen, sont devenus députés européens début 1995.

## Sport
- Championnat de Finlande de football 1994.
- Championnat de Finlande de hockey sur glace 1993-1994.
- Championnats d'Europe de biathlon 1994.
- Championnats du monde de lutte 1994.
- Finlande aux Jeux olympiques d'hiver de 1994.
- Championnats d'Europe d'athlétisme 1994.

## Culture

### Sortie de film
- Iron Horsemen.
- Les Leningrad Cowboys rencontrent Moïse.
- Tiens ton foulard, Tatiana.